# Leslie Hammond
Leslie Hammond   (Chennai, 4 de març de 1905 - Ballarat, 26 de juny de 1955) va ser un jugador d'hoquei sobre herba indi que va competir durant la dècada de 1920 i 1930.
El 1928 va prendre part en els Jocs Olímpics d'Amsterdam, on va guanyar la medalla d'or com a membre de l'equip indi en la competició d'hoquei sobre herba. Quatre anys més tard, als Jocs de Los Angeles, revalidà la medalla d'or.